# گناه (مجموعه تلویزیونی)
گناه (به انگلیسی: It's a Sin) یک سریال کوتاه تلویزیونی در ژانر درام است که توسط راسل تی دیویس ساخته شده‌است. این مجموعه پنج قسمتی در فاصله سال‌های ۱۹۸۱ تا ۱۹۹۱ در لندن اتفاق می‌افتد، جایی که زندگی گروهی از مردان همجنسگرا و دوستانشان از بحران ایدز تأثیر پذیرفته‌است. این مجموعه اولین بار در ۲۲ ژانویه ۲۰۲۱ از کانال ۴ بریتانیا پخش شد و سپس در ۱۸ فوریه ۲۰۲۱ روی سرویس اچ‌بی‌او مکس قرار گرفت.
نمایش موضوعات مربوط به اچ آی وی و ایدز کار فروش مجموعه به شبکه‌های تلویزیونی را سخت کرده بود. بی‌بی‌سی وان و آی‌تی‌وی از پخش این سریال خودداری کردند، کانال ۴ نیز تنها پس از بازبینی داستان و تلاش‌های لی میسون ساخت آن را به عهده گرفت. در نهایت این مجموعه از ۸ قسمت به ۵ قسمت کوتاه شد. فیلمبرداری مجموعه در ۷ اکتبر ۲۰۱۹ در منچستر آغاز شد و در لندن، لیورپول، بولتون، اکلز و بنگور ادامه یافت.
گناه به دلیل صحنه‌های احساسی، به نمایش کشیدن موضوع ایدز و بازی درخشان بازیگران مورد تحسین منتقدان قرار گرفت. همه قسمت‌های سریال در سرویس پخش «آل ۴» منتشر شد و توانست در چند هفته به ۶/۵ میلیون بازدید کامل دست یابد. این مجموعه پربیننده‌ترین ساخته پلتفرم آل ۴ و قسمت اول آن نیز بزرگترین نمایش درام کانال ۴ است. 

## خلاصه داستان
این مجموعه زندگی گروهی از مردان همجنس‌گرا را دنبال می‌کند که در ۱۹۸۱ برای تجربه زندگی آزاد به لندن نقل مکان می‌کنند. آن‌ها یک گروه دوستی تشکیل می‌دهند اما بحران ایدز بریتانیا زندگی آن‌ها را تحت تأثیر قرار می‌دهد. این پنج قسمت روایت یک دهه زندگی این گروه در مواجه با مشکلات و تلاش برای زندگی است.

## بازیگران
- الی الکساندر در نقش ریچی توزر
- عمری داگلاس در نقش راسکو باباتند
- کالوم اسکات هاولز در نقش کالین «گلادیس پاگ» موریس-جونز
- لیدیا وست در نقش جیل باکستر
- ناتانیل کورتیس در نقش اش موکرجی
- دیوید کارلایل در نقش گریگوری «گلوریا» فینچ
- کیلی هاوس در نقش والری توزر
- شان دولی در نقش کلایو توزر
- تریسی آن اوبرمن در نقش کارول کارتر
- نیل پاتریک هریس در نقش هنری کولترن
- استیون فرای در نقش آرتور گریسون
- مویا بردی در نقش میلی
- نیل اشتون در نقش گریزل
- نیکلاس بلین در نقش آقای هارت
- ویلیام ریچاردسون در نقش آقای بروستر
- اشلی مک گوایر در نقش لورن فلچر
- کالوین آ دین در نقش کلیفورد
- ناتانیل هال در نقش دونالد باست
- جیل نالدر در نقش کریستین باکستر
- آندرا داهرتی در نقش آیلین موریس-جونز
- ناتان ساسکس در نقش پیت
- توتو برون در نقش لوسی توزر
- شانیکو اکوک در نقش سالی باباتند
- میشل گرینج در نقش رزا باباتند
- دلروی براون در نقش اسکار باباتند
- کن کریستیانسن در نقش کارل بنینگ

## قسمت‌ها
| شم. | عنوان        | کارگردان  | نویسنده       | تاریخ انتشار اصلی | بریتانیا تعداد بیننده (میلیون) |
| --- | ------------ | --------- | ------------- | ----------------- | ------------------------------ |
| ۱   | «قسمت اول»   | پیتر هوار | راسل تی دیویس | ۲۲ ژانویه ۲۰۲۱    | ۵/۰۲                           |
| ۲   | «قسمت دوم»   | پیتر هوار | راسل تی دیویس | ۲۹ ژانویه ۲۰۲۱    | ۵/۱۱                           |
| ۳   | «قسمت سوم»   | پیتر هوار | راسل تی دیویس | ۵ فوریه ۲۰۲۱      | ۵/۲۶                           |
| ۴   | «قسمت چهارم» | پیتر هوار | راسل تی دیویس | ۱۲ فوریه ۲۰۲۱     | ۵/۸۴                           |
| ۵   | «قسمت پنجم»  | پیتر هوار | راسل تی دیویس | ۱۹ فوریه ۲۰۲۱     | ۶/۱۰                           |